# Metaontología
Metaontología es el estudio del campo de investigación conocido como ontología.  El objetivo de la metaontología es aclarar de qué se trata la ontología y cómo interpretar el significado de las afirmaciones ontológicas. Diferentes teorías metaontológicas no están de acuerdo sobre cuál es el objetivo de la ontología y sobre si una determinada cuestión o teoría entra dentro del ámbito de la ontología. No hay acuerdo universal sobre si la metaontología es un campo de investigación separado, además de la ontología, o si es solo una rama de la ontología.
Los realistas metaontológicos sostienen que hay respuestas objetivas a las preguntas básicas de la ontología. Según el enfoque de Quine, el objetivo de la ontología es determinar qué existe y qué no existe. El enfoque neoaristotélico afirma que el objetivo de la ontología es determinar qué entidades son fundamentales y cómo las entidades no fundamentales dependen de ellas. Los antirrealistas metaontológicos, en cambio, niegan que haya respuestas objetivas a las preguntas básicas de la ontología. Un ejemplo de tal enfoque es la tesis de Rudolf Carnap de que la verdad de las afirmaciones de existencia depende del marco en el que se formulan dichas afirmaciones.
El término "metaontología" es de origen reciente. Fue utilizado por primera vez por Peter van Inwagen en el análisis de la crítica de Willard Van Orman Quine a la metafísica de Rudolf Carnap, donde Quine introdujo una técnica formal para determinar los compromisos ontológicos en una comparación de las ontologías.

## Relación con la ontología
Thomas Hofweber, aunque reconoce que el uso del término es controvertido, sugiere que la metaontología constituye un campo de investigación aparte de la ontología como su metateoría, en el sentido estricto. Pero la ontología también puede interpretarse de forma más amplia como algo que contiene su metateoría. Los defensores del término tratan de distinguir la ontología, que investiga lo que hay, de la metaontología, que investiga lo que preguntamos cuando preguntamos lo que hay.
La noción de compromiso ontológico (ontological commitment) es útil para dilucidar la diferencia entre ontología y metaontología. Una teoría está comprometida ontológicamente con una entidad si esa entidad debe existir para que la teoría sea verdadera. La metaontología se interesa, entre otras cosas, en cuáles son los compromisos ontológicos de una teoría dada. Para esta investigación no es importante si la teoría y sus compromisos son verdaderos o falsos. La ontología, en cambio, se interesa, entre otras cosas, en qué entidades existen, es decir, en qué compromisos ontológicos son verdaderos.

## Realismo
El realista metaontológico sostiene que hay respuestas objetivas a las preguntas básicas de la ontología. Los trabajos recientes sobre el realismo metaontológico pueden dividirse a grandes rasgos en dos enfoques: el enfoque neoaristotélico y el enfoque quineano.

### Enfoque quineano
Según el enfoque quineano, el objetivo de la ontología es determinar qué existe y qué no existe. El propio Quine desarrolló una versión específica de este enfoque basándose en la lógica de primer orden y las teorías científicas preexistentes para responder a las cuestiones de la existencia. Se trata de traducir estas teorías en fórmulas de lógica de primer orden. Sus compromisos ontológicos se extraen entonces de los cuantificadores existenciales utilizados en las fórmulas.
Una idea detrás de este enfoque es que las teorías científicas son nuestra mejor conjetura sobre lo que es verdadero. Pero para que sean verdaderas debe haber algo allí que las haga verdaderas: sus hacedores de verdad (truthmakers). Los cuantificadores existenciales actúan como una guía para los hacedores de verdad.
Otro enfoque para responder a las preguntas de existencia es propuesto por Amie L. Thomasson. Su enfoque fácil de la ontología (easy approach to ontology) difiere del enfoque de Quine en que se basa en el sentido común en lugar de la ciencia. El enfoque es fácil porque por lo general comienza desde premisas de sentido común muy triviales. Por ejemplo, un argumento fácil para la existencia de números en la filosofía de las matemáticas se puede hacer de la siguiente manera. Hay cinco libros sobre la mesa. Entonces, el número de libros sobre la mesa es cinco. Por lo tanto, existen los números. El enfoque de Thomasson difiere del de Quine no solo con respecto a su compromiso con el sentido común, sino también con respecto a su explicación de la cuantificación.

### Enfoque neoaristotélico
Según el enfoque neoaristotélico, el objetivo de la ontología es determinar qué entidades son fundamentales y cómo las entidades no fundamentales dependen de ellas. El concepto de fundamentalidad suele definirse en términos de basamento metafísico (metaphysical grounding). Las entidades fundamentales son diferentes de las entidades no fundamentales porque no están basadas en otras entidades. Por ejemplo, a veces se sostiene que las partículas elementales son más fundamentales que los objetos macroscópicos (como sillas y mesas) que componen. Esta es una afirmación sobre la relación de basamento entre objetos microscópicos y macroscópicos. Un neoaristotélico clasificaría esta afirmación como una afirmación ontológica.
El mismo Aristóteles era también "neoaristotélico" en el sentido de que sostenía que las entidades de diferentes categorías ontológicas tienen diferentes grados de fundamentalidad. Por ejemplo, las sustancias tienen el mayor grado de fundamentalidad porque existen en sí mismas. Las propiedades, en cambio, son menos fundamentales porque dependen de las sustancias para su existencia.
El monismo prioritario (priority monism) de Jonathan Schaffer es una forma más reciente de ontología neoaristotélica. Sostiene que en el nivel más fundamental solo existe una cosa: el mundo en su conjunto. Esta tesis no niega nuestra intuición de sentido común de que los distintos objetos que encontramos en nuestros asuntos cotidianos, como los coches u otras personas, existen. Solo niega que estos objetos tengan la forma más fundamental de existencia.

### Comparación
Según Schaffer, una diferencia importante entre los dos enfoques es que el enfoque quineano conduce a una ontología plana (flat ontology) mientras que el enfoque neoaristotélico conduce a una ontología ordenada (ordered ontology). En una ontología plana, no hay diferencia de fundamentalidad entre los diferentes objetos: todos están en el mismo nivel. En cambio, en una ontología ordenada, las entidades forman parte de una compleja estructura jerárquica con diferentes niveles. Los niveles más altos de esta estructura se basan en los niveles más básicos. Schaffer también distingue un tercer tipo de ontología que él llama clasificada (sorted). Las ontologías clasificadas ordenan las entidades en diferentes categorías ontológicas exclusivas. Pero esta clasificación no implica ninguna relación jerárquica entre las entidades de las diferentes categorías.
Se ha argumentado que el neoaristotelismo no es una auténtica alternativa al quineanismo. Así que las teorías en la ontología pueden combinar elementos de ambos enfoques sin llegar a ser inconsistentes.

## Antirrealismo
El antirrealista metaontológico sostiene que no hay respuestas objetivas a las cuestiones básicas de la ontología. Un ejemplo de tal enfoque es la tesis de Rudolf Carnap de que la verdad de las afirmaciones de existencia depende del marco en el que se formulan estas afirmaciones. La elección entre marcos se guía por consideraciones pragmáticas, pero no hay un hecho definitivo sobre qué marco es correcto. Quine no estuvo de acuerdo con su maestro Carnap en estos puntos, lo que llevó al debate Carnap-Quine. Amie L. Thomasson resume el desacuerdo que subyace a este debate con referencia a la distinción "entre las preguntas de existencia formuladas utilizando un marco lingüístico y las preguntas de existencia que se supone que deben hacerse de alguna manera sin estar sujetas a esas reglas – formuladas, como dice Quine, 'antes de la adopción de la lengua dada'". Carnap se refiere a esta distinción como la distinción interna-externa.